# Вон, Ронни
Роналдо Ногейра (порт.-браз. Ronaldo Nogueira) , более известный как Ронни Вон; род. 17 июля 1944, Нитерой, Рио-де-Жанейро, Бразилия) — известный бразильский певец и телеведущий. Получил широкую популярность в 1960-е годах, выступая в дуэте с Жовемом Гуардой. 

## Биография
Ронни Вон родился 17 июля 1944 года в городе Нитерой, штат Рио-де-Жанейро, Бразилия. Наибольшую популярность ему принесли песни Meu Bem (португальская версия песни Girl группы The Beatles) и A Prasa. 
В 1966 году он представил на телеканале TV Record программу "Маленький мир Ронни Вона", в которой играл персонажа, основанного на книге «Маленький принц». После интервью с Эбе Камарго прозвище «Принц» надолго закрепилось за ним. В том же году начал вести на бразильском телевидении программу O Requendo Mundo, а также стал регулярным участником шоу Os Mutantes. Помимо Os Mutantes, Ронни выступал с певцами Жилберту Жилом и Каэтану Велозу. Одно время пресса писала о его сотрудничестве с Роберту Карлусом.
В 1968 году выпустил одноимённый альбом Ronni Von, построенный на психоделике и наивных экспериментальных звуках синтезатора. Наибольшую известность из работ этого релиза получили песни A Misteriosa Luta de Reina de Papassemrpe Contra de Impreio de Nunsa Mais (1969) и Maquina Voadora (1970). Хотя эти песни не снискали большой популярности, экспериментальные работы Ронни сделали его культовой фигурой среди андерграундной молодёжи.

## Дискография
- 1966 — Ronnie Von — Meu Bem
- 1967 — O Novo Ídolo
- 1967 — Ronnie Von 2
- 1967 — Ronnie Von 3
- 1969 — Ronnie Von
- 1969 — A Misteriosa Luta do Reino de Parassempre Contra o Império de Nunca Mais
- 1970 — Máquina Voadora
- 1972 — Ronnie Von
- 1973 — Ronnie Von
- 1973 — Ronnie Von 2
- 1977 — Ronnie Von
- 1977 — Deje mi Vida — em espanhol
- 1978 — Ronnie Von
- 1981 — Sinal dos Tempos
- 1984 — Ronnie Von
- 1987 — Vida e Volta
- 1988 — Ronnie Von
- 1996 — Estrada da Vida
- 2019 — One Night Only[порт.]